# Asociace inovativního farmaceutického průmyslu
Asociace inovativního farmaceutického průmyslu (zkráceně AIFP) je zájmovým sdružením 35 farmaceutických společností. Byla založena v roce 1993 a sídlí v České republice. Je členem Evropské federace farmaceutických společností a asociací (EFPIA). Spolupracuje také s Americkou asociací inovativních farmaceutických firem (PhRMA). AIFP je neziskovou organizací, jejíž financování je plně hrazeno z příspěvků členských společností.

## Strategické pilíře
AIFP si vytyčila tři strategické pilíře:
- Dostupnost inovativních léků pro české pacienty – AIFP se prostřednictvím komunikace s odbornými lékařskými společnosti, pacientskými organizacemi, s orgány a představiteli státní správy snaží o zlepšení dostupnosti inovativních léčiv pro pacienty.
- Etika a transparence – Pro členské společnosti jsou stanovena přísnější etická pravidla než vyžaduje stávající legislativa.[1]
- Přínos pro společnost – AIFP se snaží o zlepšení zdravotního stavu pacientů a o prohlubování znalostí v oblasti medicíny a vývoje léčiv. Včasná dostupnost nových léků má pomáhat pacientům k rychlejšímu návratu do běžného života, zkracovat délku hospitalizace a zmenšovat počet potřebných operačních zákroků.

## Organizační struktura
Nejvyšším řídícím orgánem asociace je valná hromada, která společně rozhoduje o strategickém směřování asociace. Sedmičlenné představenstvo asociace je jejím výkonným orgánem. Předsedou představenstva je MUDr. Pavel Sedláček (Pfizer). Členy představenstva dále jsou Miloš Živanský (Eisai), Emilie Grand-Perret (Novartis), Tomáš Březina (Amgen), Mehrdad Doustdar (MSD), Pygmalion Anastasopoulos (Johnson & Johnson Innovative Medicines) a Miha Kline (Eli Lilly). Dalšími orgány organizace kromě představenstva jsou například etická komise, výkonný tým a kontrolní komise.

## Projekty AIFP
Pro odbornou i laickou veřejnost připravuje Asociace inovativního farmaceutického průmyslu řadu projektů. Tyto projekty jsou zaměřeny především na upozorňování na aktuální problémy v oblasti zdravotnictví, navrhování možných řešení a na vzdělávání pacientů.